# 金坛话
金坛话是吴语的一种，属于吴语太湖片的毗陵（常州）小片。毗陵小片使用人口约800万，分布包含常州市金坛区（金城镇以西大部分为苏北话移民区，城区为双方言区）、武进区（除沿江的圩塘、魏村、孝都、小河等乡）、丹阳、溧阳、宜兴、江阴（除西北角石庄乡及利港乡一部）、张家港（除中心河以东，沙槽河以北）、靖江（除西南角新桥、东兴等乡）、通州（县城金沙镇及周围乡村）、海门（北部包场等12乡）、启东（北部吕四等7乡）、高淳（东部顾陇、永宁等7乡）。
金坛话的现有分布格局深受历史事件影响，特别是19世纪中叶的太平天国战争。战争期间，大量苏北地区的难民南迁至金坛等地定居，带来了属于江淮官话洪巢片的苏北话，从而形成了今天金坛地区方言的复杂格局。这一历史变迁使得金坛话成为研究战争对语言分布影响的典型案例。
在语言特征方面，金坛话保持了吴语太湖片的典型特点，包括独特的声母、韵母和声调系统。该方言在词汇层面保留了丰富的吴语特色用词，涵盖时间、方位、称谓等各个语义领域。然而随着普通话的推广和人口流动的加剧，金坛话的使用范围和传承情况面临一定挑战，其保护和研究工作显得尤为重要。

## 分布
金坛区的方言主要由本地话和苏北话两部分组成，其中本地话即金坛话，属于吴语太湖片毗陵（常州）小片，苏北话由太平天国战争后的的苏北移民带入金坛，属于江淮官话洪巢片。
金坛辖金城[含原河头、白塔、洮西（由原洮西、涑渎两乡合并而成）3镇和城东、城西、后阳、白龙荡4乡]、尧塘[含原汤庄、水北（含原岸头乡）两镇]、儒林（含原五叶镇）、直溪（含原登冠、建昌两镇）、朱林[含原西岗镇（含原唐王乡）]、指前（含原社头镇）、薛埠[含原茅麓镇（含原西阳镇）和花山、罗村、赤岗3乡]7镇，面积976.7平方公里，2005年末人口541111。
方言有：
(1)金坛话 属吴语太湖片毗陵（常州）小片，主要分布在东部的金城、河头、白塔、洮西、涑渎、指前、城东、城西、后阳、白龙荡、尧塘、汤庄、水北、岸头、儒林、五叶、登冠、西阳等乡镇大部 和建昌、西岗、社头等镇部分地区。
(2)苏北话 属江淮官话洪巢片，主要分布在西部的直溪、建昌、朱林、西岗、唐王、社头、薛埠、茅麓、花山、罗村等乡镇大部 和金城、洮西、指前、城东、城西、登冠、西阳等乡镇部分地区。
(3)河南话 原罗村乡的赤岗、金山、上阮、山蓬、西阳、许庄、花村等村委会的部分村民讲河南话。
(4)湖北话 原罗村乡的金山等村委会的部分村民讲湖北话。
(5)温州话 原罗村乡的金山、许庄、下沈、赤岗、长山等村委会的部分村民讲温州话。

## 太平天国战争的影响
咸丰时，清军与太平军在武进、金坛、溧阳激战，当地人口锐减，“行终日而不见人”。咸丰十年（1860年），太平军第二次攻打金坛城，与清军血战110天，城中人丁7万仅存不足3000，全县遗民不足3万。此后，移民（主要为苏北人）陆续迁入金坛，到同治四年（1865年），金坛人口升至87024人，光绪十年（1884年），人口又升至176500人。由于这一重大变故，现在的金坛县存在金坛话和苏北话并存的双语现象。
移民迁入金坛后，因生活贫困，往往搭盖茅棚居住，随着人口增多，渐成村落，即以XX棚命名村落。据《金坛县地名录》收录“棚”、“棚子”命名的村庄167个，其分布大体以漕河为界限，东部51个，西部115个，明显东少西多的态势，说明外来移民更集中分布于县境的西部，这也充分印证了今天金坛的苏北话在县域境内分布西多东少的态势。

## 語音

### 声母
與多数其他吳方言相同，金壇話拥有一套完整的阻音（塞音、塞擦音、擦音）的濁、清不送氣和清送氣的對立，基本保留了中古音的區別。不過和其他吳語類似，濁音聲母爲清音濁流，即超音段的氣聲發聲態。其中，濁聲母/b//d//g//ʥ//z//ʣ//v//ɦ/等，舌面、舌根鼻音聲母/ȵ//ŋ/是普通話所不具備的音位。
|        |          | 雙唇            | 唇齒           | 齒齦             | 龈顎             | 軟顎            | 聲門           |
| ------ | -------- | --------------- | -------------- | ---------------- | ---------------- | --------------- | -------------- |
| 塞音   | 清不送氣 | /p/ 布邊筆波擺  |                | /t/ 到低短對得   |                  | /k/ 高貴古蓋割  | /ʔ/ 案襖遠音外 |
| 塞音   | 清送气   | /pʰ/ 怕偏普派配 |                | /tʰ/ 太天體特攤  |                  | /kʰ/ 開哭口抗看 |                |
| 塞音   | 清音濁流 | /b/ 步別盤平抱  |                | /d/ 道奪同唐大   |                  | /g/ 跪葵共個    |                |
| 鼻音   | 鼻音     | /m/ 門聞買帽麥  |                |                  | /ȵ/ 女泥你疑耳   | /ŋ/ 硬鵝牙咬我  |                |
| 擦音   | 清       |                 | /f/ 費飛粉放發 | /s/ 散蘇絲師稅   | /ɕ/ 修線虛線休   | /x/ 花婚灰好漢  |                |
| 擦音   | 清音濁流 |                 | /v/ 符馮武聞網 | /z/ 曹鋤閏巢壽   | /ʑ/ 全然前船席   |                 | /ɦ/ 紅胡岸危延 |
| 塞擦音 | 清不送氣 |                 |                | /t͡s/ 糟招祖主增  | /t͡ɕ/ 焦精節檢決  |                 |                |
| 塞擦音 | 清送氣   |                 |                | /t͡sʰ/ 倉昌醋初次 | /t͡ɕʰ/ 秋趣槍曲欠 |                 |                |
| 塞擦音 | 清音濁流 |                 |                | /d͡z/ 潮從除茶才  | /d͡ʑ/ 旗窮橋權極  |                 |                |
| 邊音   | 邊音     |                 |                | /l/ 難蘭里連年   |                  |                 |                |

### 聲調
| 調號 | 調類 | 調值 | 例字       |
| ---- | ---- | ---- | ---------- |
| 1    | 陰平 | 435  | 高專開偏婚 |
| 2    | 陽平 | 31   | 窮寒唐口女 |
| 3    | 上   | 33   | 古展好粉五 |
| 5    | 陰去 | 434  | 蓋醉唱怕漢 |
| 6    | 陽去 | 324  | 共助飯讓人 |
| 7    | 陰入 | 5    | 急得黑桌歇 |
| 8    | 陽入 | 32   | 月六局曲尺 |

## 基本词汇

### 时间
- 辰光----时间
- 旧年----去年
- 萌年----明年
- 老早----以前
- 下朝（o zao）----以后
- 早起----早晨
- 上啊（头）----昨天
- 今啊（头）OR 今朝----今天
- 萌啊（头）OR 萌朝----明天
- 上昼（sai zei）----上午
- 下昼（o zei）----下午

### 方位
- 个头（ge dei）----这里
- 过头（gu dei）----那里
- 哪头（luo dei，luo ga）----哪里
- 前头（xi dei）----前面
- 后头（hei dei）----后面
- 上头（sai dei）----上面
- 下头（o dei）----下面

### 称谓
- 爷爷（yaya）
- 奶奶（mai mai）
- 公公
- 婆婆（bou bou）
- 丫头（o dei）----女孩，女儿
- 佬小----男孩，儿子
- 儿子（ni ze，ni de）----儿子
- 小佬 OR 小鬼 OR 小把戏（bo xi）----小孩
- 娘娘 OR 阿姑（ao gu）----姑妈
- 娘老子----父母
- 新妇（wu）----媳妇

### 高频词
- 嗲----什么
- 嗲人（ning）----谁
- 嗲过----什么
- 做嗲----干吗
- 好伐----好吗？
- 弗----不
- 覅（fiao）----不要
- 朆（fen，fin）----没
- 呒不（m be）----没有，注意与朆用法不同

（举例：1，你吃过朆？ 2，偶呒不你要个东西）
- 一脚（yi jia）----一直

（四）常用词
1，名词 
- 二（ni）
- 五（ng）
- 六（luo）
- 七（qie）
- 来去（lai kai）----差别
- 学堂（o dang）----学校
- 绑身----棉袄
- 济手----左手
- 顺手----右手
- 日头（nie dei）----太阳
- 蚀脚（se jia）----瘸子
- 糕粽----粽子
- 金鱼----鲫鱼
- 昂公----昂公
- 癞不家（la be guo）----癞蛤蟆
- guo zi----硬币
- 被头（bi dei）----被子
- 鞋子（a ze，a de）----鞋子
- 日脚（ni jia）----日子
- 铜钱（dong yi，dong xi）OR 钞票----钱
- 歪歪----河蚌，还有内个意思哦，嘿嘿~~
- 细赤佬----小鬼
- 昼（zei）饭----午饭
- 夜（ya）饭----晚饭

2，动词 
- 相（xie）OR 相相 OR 白相 OR 白相相---玩
- 囥（kang）----藏
- 夯，拷----打
- 困觉（kun gao）----睡觉
- 嚼（jia）蛆 OR 嚼（xia）舌头----瞎扯
- 问信（meng xin）----关心
- 落雨----下雨
- 落雪----下雪
- 霍险----闪电
- 做生活----干活
- 吃生活----挨揍
- 弄松----捉弄
- 舞鬼----做事马虎

3，形容词 
- 细----小
- 来势----能干，行
- 弗来势----不行，没能力
- 作兴----应该
- 好佬 OR 好个----好的
- 坏佬（wa lao）----坏的
- 懂清头----懂事
- 促狭（cuo ka）----刁钻
- 老卵（lao lu）----牛B，嚣张，目中无人
- 老居----高手
- 结棍----厉害

（五）常用熟语
触霉头：倒霉
神之巫之：这词蛮难解释的(有点形容做事跟梦游一样的意思)
勒里勒得：手脚不麻利
邋里邋遢：指人不干净
歇过拉倒----彻底完蛋，没戏了
夯不郎当----全部，做事傻
瘦过郎当----人很瘦
假么拉鬼----假惺惺，做样子
鬼巫拉恰----不正经
迅光滴滑---很光滑
箩箩瓜瓜----笼而统之
麻里木作----糊涂，麻木
黑漆马大乌----漆黑一片
清汤逛水：非常清淡
别冻角印：形容某样东西很冷
温吞开水----温水，慢性子
老气横秋----自高自大
悉力索洛----手脚动个不停
日不做，夜摸索----该做的时候不做，不该做的时候反而在做

## 词汇特色
金坛话中，有一些词汇是常州地区特有的，吴语区其他地方没有这些说法，如“嗲”和“佬”：
- “嗲”的意思是“什么”，常用的词是“嗲过（什么）、嗲东西（什么东西）、做嗲（做什么）、嗲人（谁）等等”
- “佬”字，可以附着于名词、动词、形容词后，如“铁佬、塑料佬、红佬、甜佬”等等，表示“的”的意思

但是，这个“佬”字，在个别词汇中有固定的意思，如“小佬（小孩），个种佬（这样）、坏佬咧（坏掉了）、走佬咧（走掉了）”